# SN 2010bt
SN 2010bt – supernowa typu IIn odkryta 17 kwietnia 2010 roku w galaktyce NGC 7130. W momencie odkrycia miała maksymalną jasność 15,90m.